# Hendrik Zwaardemaker

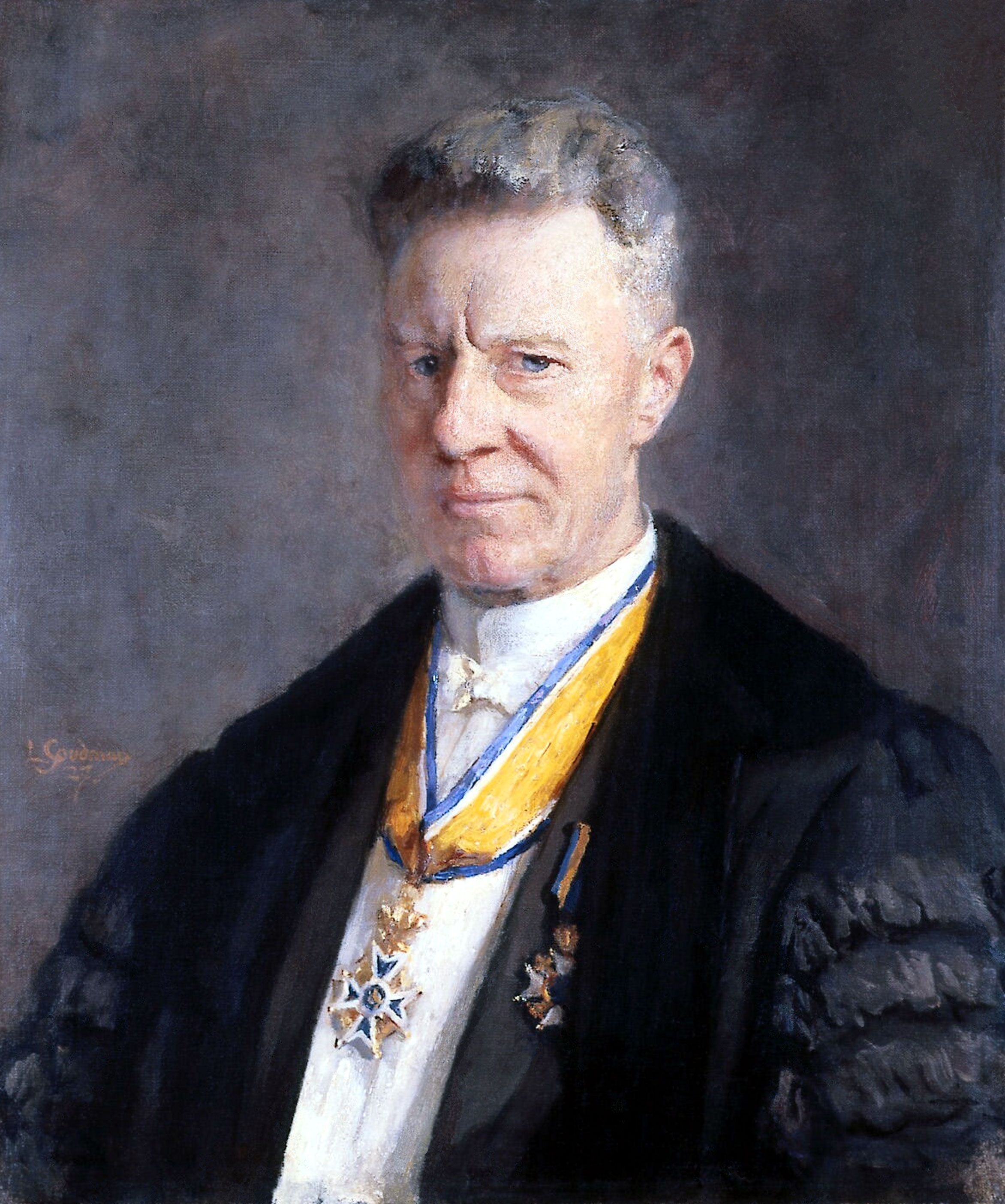
Hendrik Zwaardemaker

Hendrik Zwaardemaker Czn (Haarlem, 10 mei 1857 – Utrecht, 19 september 1930) was een Nederlands arts die vooral bekend is geworden door zijn experimenten met gehoorapparaten. Zijn vader was uitgever en boekhandelaar.
Hij studeerde in Amsterdam medicijnen, waarin hij in 1883 promoveerde. In 1882 werd hij officier van gezondheid bij de landmacht, wat hij tot 1886 bleef. Hij ging zich toen specialiseren in de keel-, neus- en oorheelkunde.
In 1897 werd hij benoemd tot hoogleraar in de fysiologie in Utrecht. Hij deed daar onderzoek naar de reuk- en smaakzin, vulde de reukstoffenindeling van Linnaeus aan en ontwikkelde tevens de eerste olfactometer, een meetinstrument voor geurstoffen.
In 1928 schreef Zwaardemaker het Leerboek der phonetiek. Dit boek was tientallen jaren hét handboek voor de fonetiek.
Hij kreeg talrijke onderscheidingen voor zijn verdiensten.